# Movimiento de traducción greco-árabe

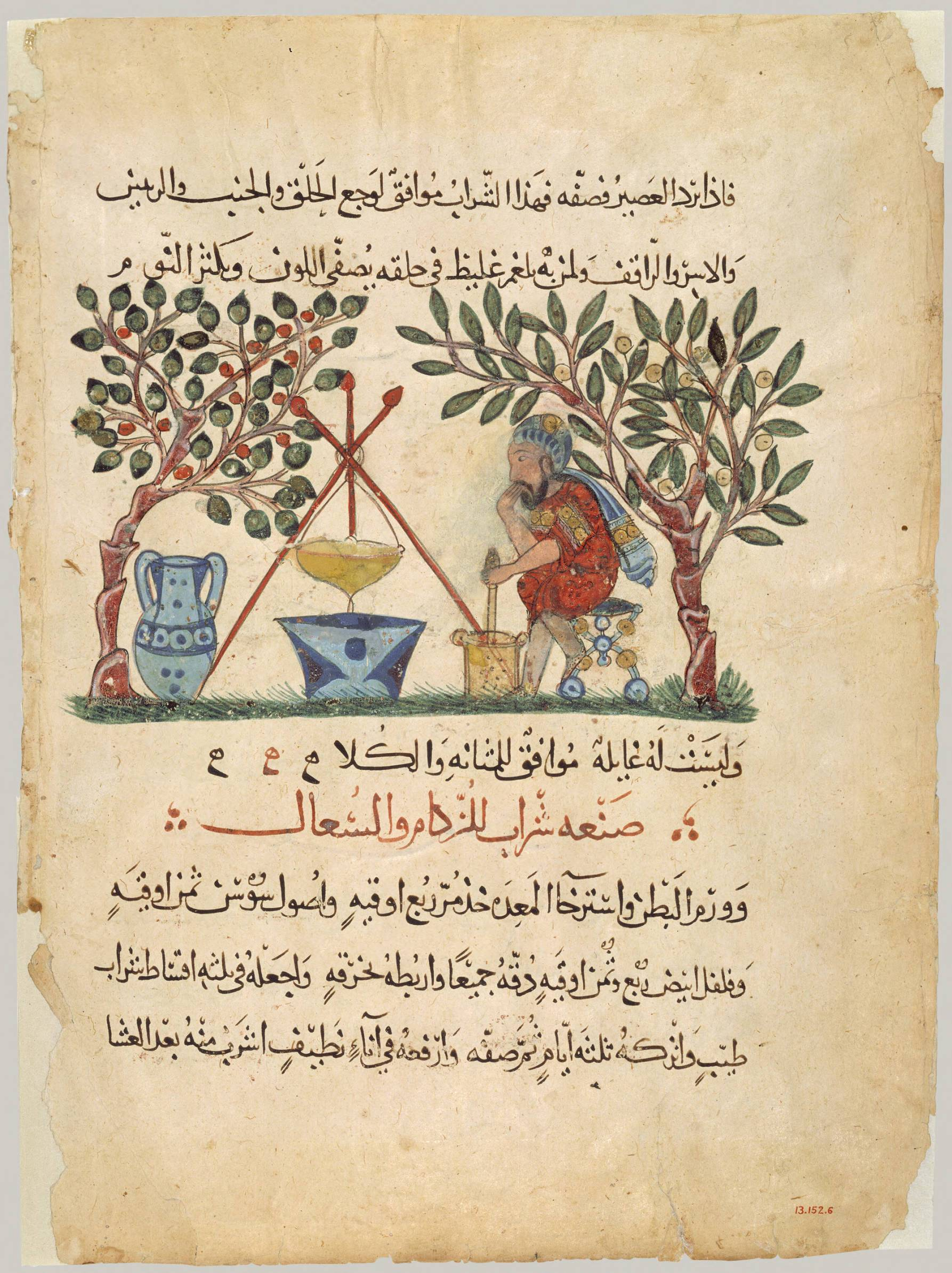
Página de una traducción árabe del De materia medica de Dioscórides (original en griego)

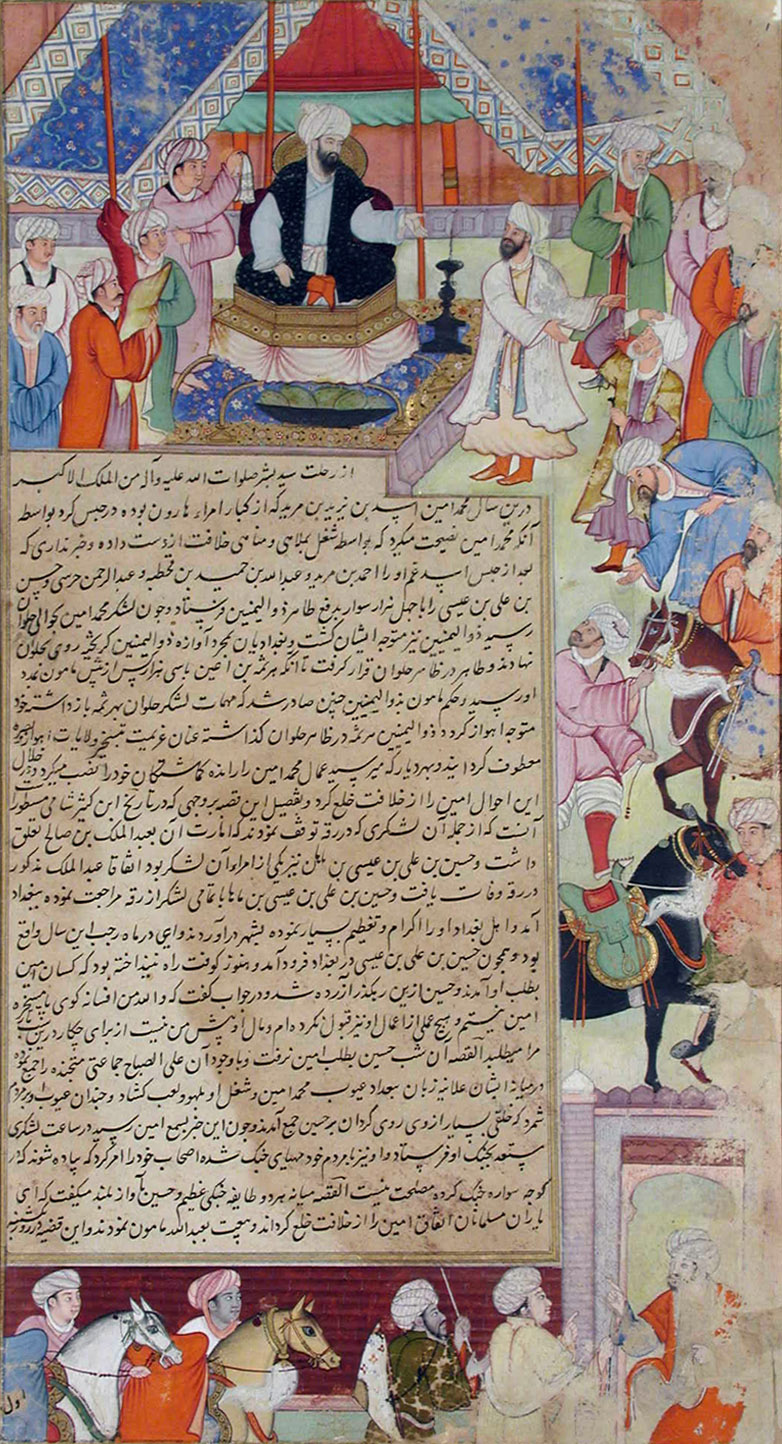
El pueblo jurando lealtad al nuevo califa abasí al Mamún

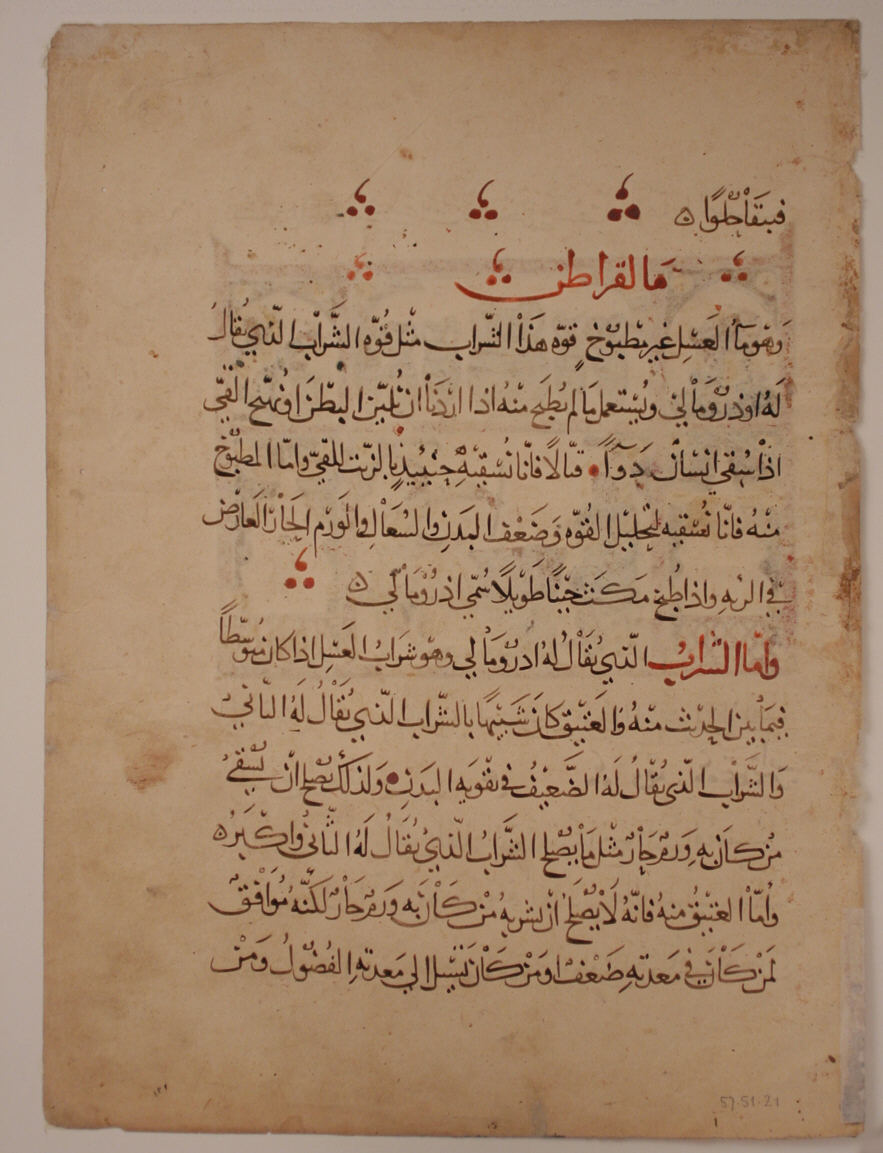
Manuscrito de una traducción al árabe de De materia medica de Dioscórides

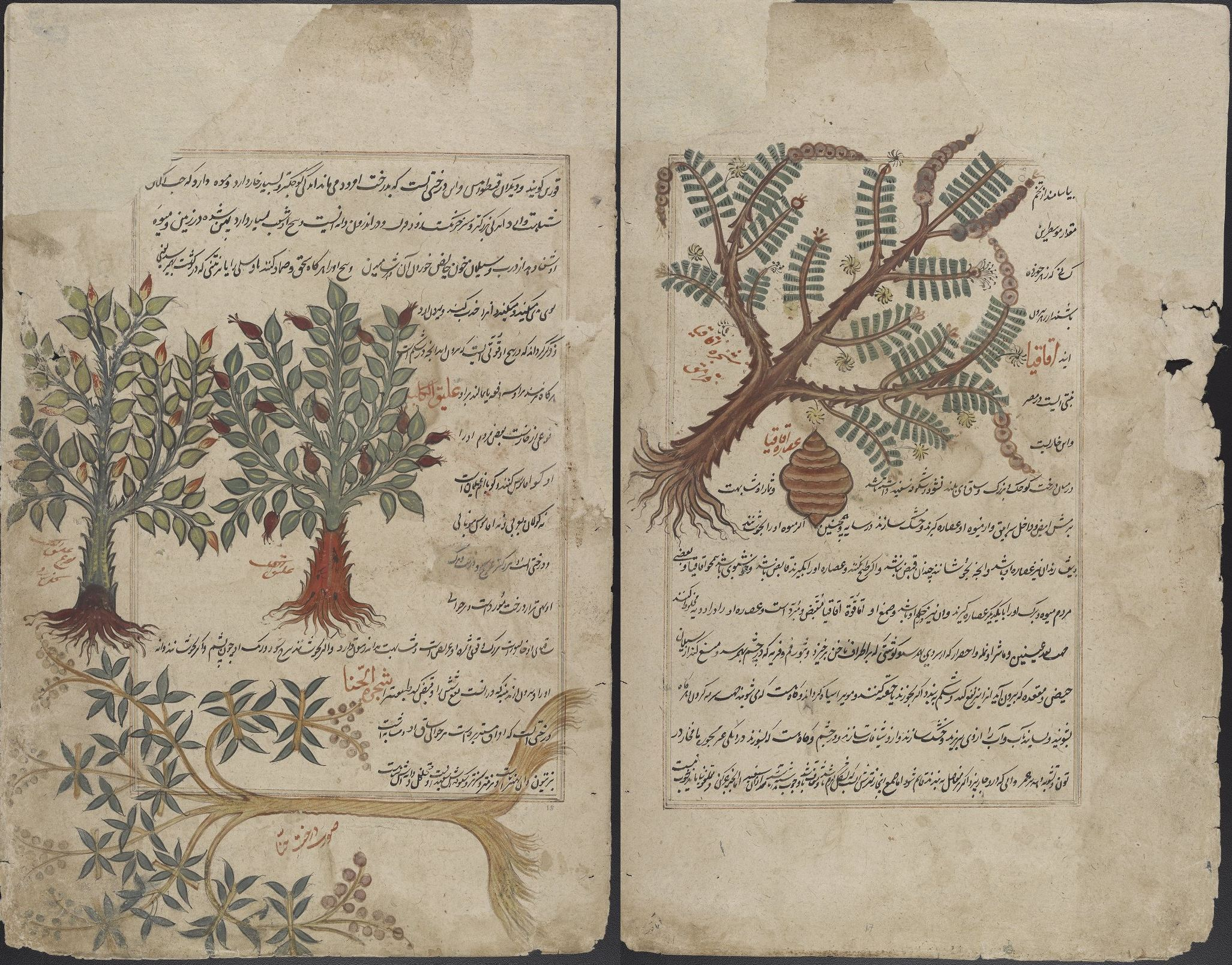
Traducción persa de Dioscórides (Pedanio).

El movimiento de traducción greco-árabe fue un esfuerzo sostenido, bien financiado y de grandes proporciones responsable de la traducción de un volumen significativo de textos seculares griegos al árabe. El movimiento de traducción tuvo lugar en Bagdad, desde mediados del siglo VIII hasta finales del siglo X.
A pesar de que el movimiento tradujo al árabe textos del pahlavi, sánscrito, asirio y griego, es conocido como el movimiento greco-árabe porque estuvo principalmente centrado en la traducción de textos del Período helenístico y otros textos seculares griegos al árabe.

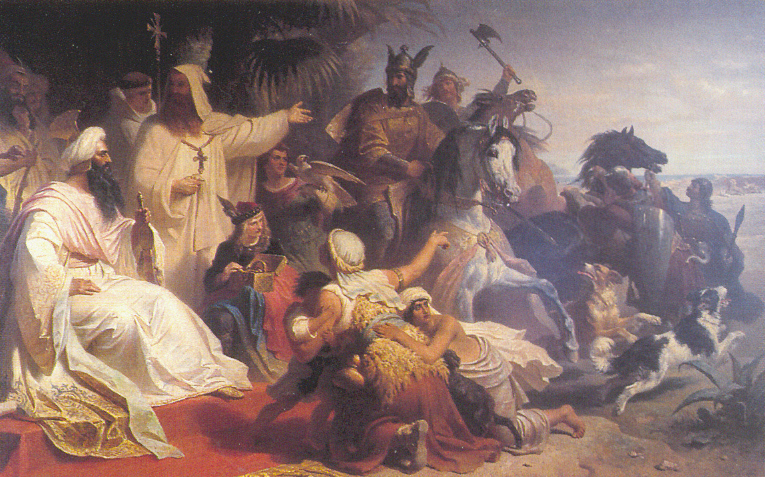
Harun al-Rashid recibiendo una delegación de Carlomagno. Pintura de 1864.

## Avances pre-abasí

### Avances preislámicos
El noveno rey del Imperio sasánida, Sapor II, estableció la Academia de Gundeshapur, que pretendía ser tanto una biblioteca como un centro médico y de estudios, similar a los universitarios, donde se estudiarían diversos temas como anatomía, teología, medicina y filosofía. Más tarde, el rey Cosroes I estableció un observatorio que ofrecería estudios en oftalmología, arquitectura, agricultura y métodos de irrigación, fundamentos de mando militar, astronomía y matemáticas. La Academia de Gundeshapur era entonces considerada como el mayor y más importante centro de medicina tanto durante el siglo VI como el VII. Aun así, durante este último, el Imperio sasánida fue conquistado por  ejércitos musulmanes, quienes preservaron el centro.
Mientras tanto, al oeste, el emperador bizantino Justiniano I cerró la Academia de Atenas en el 529 d. C. Con la falta de financiación de instituciones educativas claves, muchos estudiosos huyeron de la región, llevándose tanto su conocimiento como una gran cantidad de textos manuscritos. Estos estudiosos migrantes buscaron asilo en Persia, cuyo gobernante garantizó de manera activa su salida del Imperio bizantino y apoyó sus ambiciones académicas.
La diversidad lingüística ha sido constante en el mundo árabe preislámico, por diversas razones. Antes del surgimiento del islam, no había un sistema de escritura en árabe, por lo que estos tenían que aprender  diferentes lenguas, como el asirio y el arameo, para poder comunicarse eficientemente cuando estuvieran de viaje de negocios. 
La época dorada del islam fue considerada como el hito clave para el movimiento de traducción. Muhammad había enviado información a varios líderes políticos y sociedades como la persa, la romana y la asiria, que ni hablaban ni entendían árabe, pidiéndoles que considerasen su conversión al islam. Para ello, Muhammad se vio obligado a buscar escribanos privados que pudieran traducir el árabe a estas lenguas, lo que motivó a los musulmanes a adquirir y aprender lenguas extranjeras. Zayd ibn Thabit, el más competente de los escribanos del profeta, tradujo diversos textos al persa, al asirio y al hebreo para facilitar la comunicación con los judíos. El elemento más importante que el islam incorporó para motivar en la búsqueda del conocimiento era la creencia de que entender el universo era la mejor forma de entender al dios que lo había creado. Este criterio fue un concepto importante que motivó la expansión de esta religión por todo el mundo.
Con la muerte de Muhammad, en el año 632 d. C., el califato quedó en manos de los que fueron considerados sus legítimos guías, mientras que la información contenida en el Corán empezaba a ser conocida en las civilizaciones circundantes. Se produjo una expansión del califato, acompañada de una búsqueda de profesores políglotas y traductores que pudieran enseñar el Corán y la lengua árabe. Más tarde, el Corán sería incorporado en una lengua única.

### Imperio islámico temprano y el Califato Omeya (632-750 d.C.)
A pesar de que las traducciones árabes de textos griegos fueron comunes durante el Califato Omeya debido a una gran presencia de pobladores nativos que hablaban griego, la traducción de textos científicos griegos era escasa. El movimiento de traducción greco-árabe comenzó a ser un movimiento significativo a principios del Califato abasí. Aun así, muchos acontecimientos y condiciones durante el establecimiento del imperio islámico ayudó a crear las circunstancias propicias para que floreciese el movimiento. Las conquistas árabes antes y durante el periodo Omeya que expandieron el califato hacia el sudoeste asiático, Persia y el noreste de África sentaron las bases de una civilización capaz de nutrir este movimiento. Estas conquistas unificaron un área masiva bajo el mandato de los califas, conectando las sociedades y los pueblos anteriormente aislados, revigorizando las rutas comerciales y la agricultura, así como produciendo una mejora material entre los individuos. La recién fundada estabilidad bajo la dinastía Omeya posiblemente produjo una subida de los índices de alfabetización y la creación de una infraestructura educativa más grande. Los cristianos que hablaban asirio y otras comunidades cristianas helenísticas en Irak e Irán fueron asimiladas por la estructura del imperio. Estos pueblos helenizados fueron cruciales en el apoyo a un creciente interés institucional por el aprendizaje del griego secular.

## Califato abasí (750-1258 d.C.)
Revolución abasí y el traslado de la capital de Damasco a Bagdad con el segundo califa abasí, Al-Mansur, introdujo la administración gobernante en un nuevo conjunto demográfico donde la población estaba más influenciada por el helenismo. Al mismo tiempo, la élite gobernante de la nueva dinastía intentó adoptar la ideología imperial sasánida, que a su vez estaba influida por el pensamiento griego. Estos factores dieron lugar a una capital más receptiva y activamente interesada en el conocimiento contenido en los textos manuscritos científicos de la Grecia clásica. La llegada de la producción de papel, así como su rápida difusión, aprendida de los prisioneros de guerra chinos en el 751 d. C. también ayudó al movimiento de traducción.
Desde Bagdad se dirigieron la mayoría de las traducciones de artículos científicos y filosóficos, así como otra literatura en griego, persa y lengua siríaca al árabe. Durante el gobierno del quinto califa abasí, Harún al-Rashid, se estableció la Casa de la Sabiduría como biblioteca para los numerosos libros que estaban siendo traducidos. Esta, sin embargo, tomó prestado mucho de la Academia de Gundeshapur, al incorporar muchos de sus estudiosos anteriores. La Casa de la Sabiduría fue más tarde transformada en un centro de traducción.[cita requerida]
Este periodo abarcó uno de los momentos más decisivos en la historia del movimiento: la traducción de los textos centrales de la religión islámica, principalmente el Corán. Dado que el movimiento estaba en concordancia con la mentalidad islámica, la traducción de materiales al árabe de lenguas diferentes como el persa medio, llegó a ser apoyada por familias importantes como los Barmáquidas. Existen documentos que resaltan el valor que los persas daban al movimiento de traducción.[cita requerida]
El movimiento tuvo éxito a la hora de crear un intercambio cultural y en el inicio de nuevos marcos conceptuales en el ámbito cultural y político. Los gobernantes islámicos participaron en el movimiento de diversas formas, por ejemplo, creando clases de traducción para facilitar su flujo a través de las varias fases de los distintos imperios islámicos. El movimiento de traducción tuvo un efecto significativo en desarrollo del conocimiento científico de los árabes, pues varias teorías científicas surgieron de él. Posteriormente, se produjo la traducción de los textos de la cultura occidental que se habían conservado, pues muchos de ellos no pudieron localizarse.[cita requerida]

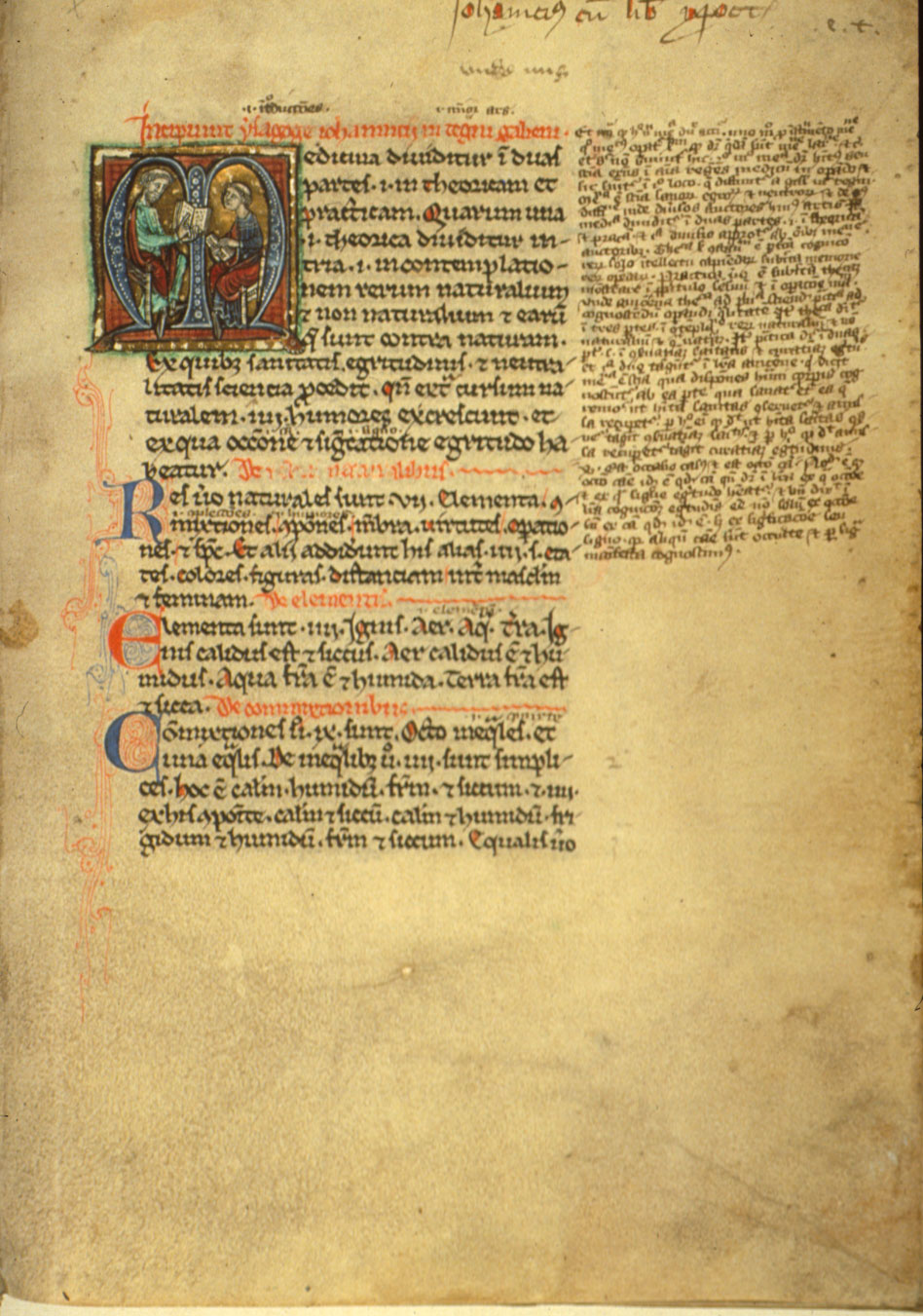
Introducción de Hunayn ibn Ishaqal Arte de Galeno. Oxford, siglo XIII

La traducción cobró más importancia que durante el periodo Omeya, convirtiéndose el árabe en lengua oficial y popular del califato. Los árabes empezaban a abordar el conocimiento griego, la mayoría proveniente de los estudiosos que quedaban del periodo bizantino. Los asirios fueron los principales responsables de muchas de las traducciones, ya que si bien muchos árabes no entendían el griego, los sirios llevaban hablándolo más de diez siglos. Durante el reinado del cuarto califa Omeya, comenzaron a traducirse documentos oficiales y tratados de astronomía y medicina, así como canciones bizantinas y persas. Durante este periodo, se tradujeron tratados de poética y gramática griega, como la aristotélica, lo que afectó a la posterior poesía árabe.[cita requerida]
En este período destaca Hunayn ibn Ishaq, un políglota influente en todas las lenguas significativas del momento y que fue considerado como uno de los mayores traductores de su tiempo. Se licenció en medicina y a través de la mano de su hijo, Ishaq ibn Hunayn, así como su sobrino, Hubays, tradujo más de noventa y cinco piezas de Galeno, así como alrededor de quince textos de Hipócrates sobre el alma, la generación y la corrupción. La lengua árabe se extendió a comunidades de Marruecos y Andalucía y más tarde sería adaptada como lengua  oficial. Los califas Omeyas ayudaron enormemente a trasladar las ciencias y las artes, lo que les permitieron fundar un califato duradero. Mientras el islam se expandía, preservaba otras culturas y usaron la tecnología y el conocimiento científico en un intento de estimular el desarrollo lingüístico.[cita requerida]

### La Casa de la Sabiduría
La Casa de la Sabiduría (Bayt al-Hikmah, en árabe) fue un importante centro intelectual durante el califato abasí y era el mayor componente del movimiento de traducción y de la edad de oro del islam. La biblioteca estaba repleta de diferentes traducciones y libros de la más diversa autoría, tanto de Grecia y Persia como de las civilizaciones indias.
El proceso de traducción en la Casa de la Sabiduría era muy meticuloso. Dependiendo del área de estudio de un determinado libro que estuviera siendo traducido, habría una persona o un grupo de personas responsables de dicha traducción. Por ejemplo, la traducción de los trabajos de ingeniería y matemáticas eran supervisados por al-Juarismi y su familia, las traducciones relacionadas con la filosofía y el movimiento de los astros celestes estaba a cargo de al-Tabari y Ya'qūb al-Amableī, mientras que Ibn Ishāq al-Harānī estaba a cargo de los estudios en medicina. Los propios traductores tenían diversas formaciones a nivel cultural, religioso y ético, llegando a trabajar codo a codo hombres de origen persa, cristiano y musulmán, para desarrollar un inventario completo en la Casa de la Sabiduría para el Califato abasí. Una vez que una traducción estaba acabada, los  libros se copiaban y se encuadernaban, poniéndolo en manos de un escribano lo más habilidoso posible y uniendo posteriormente sus páginas bajo una cubierta cuidadosamente decorada. Posteriormente se catalogaría y se colocaría en un lugar concreto de la biblioteca. Se realizaban numerosas copias para distribuirlas alrededor del imperio.
Históricamente, la Casa de la Sabiduría tuvo un gran éxito. Tras el derrocamiento abasí del Califato Omeya en el 750 d. C. y el traslado de la capital a Bagdad, Al-Mansur decide establecer la Casa de la Sabiduría, consciente de la necesidad de cultivar el intelecto y para potenciar y mejorar la vida y cultura islámicas. Aquí los estudiantes y profesores podían estudiar nuevo material, formular nuevas ideas y transcribir la literatura por sí mismos, trasladando varios trabajos de todo el mundo al árabe. Los descendientes de al-Mansur también estuvieron comprometidos con el cultivo del intelecto, especialmente en el ámbito de la traducción. Bajo el gobierno de Abu al-Abbas Abdallah ibn Harun al-Rashid (conocido como Al-Mamún) la Casa de la Sabiduría prosperó, adquiriendo gran apoyo y reconocimiento. Al-Mamún envió estudiosos en todas las direcciones del mundo civilizado para traer trabajos científicos y literarios para su traducción. Se cree que el principal traductor del momento, Hunayn ibn Ishaq al-Ibadi, quien era cristiano, tradujo más de cien libros, incluyendo el trabajo “Sobre la anatomía de las venas y las arterias” por Galeno. Debido al movimiento de traducción, bajo el mandato de al-Mamún, la Casa de la Sabiduría era una de los repositorios más grandes de libros científicos y literarios en el mundo de la época, y así fue hasta el Asedio de Bagdad en 1258 d. C. La toma, saqueo e incendio de Bagdad por parte de los mongoles produjo la destrucción de la Casa de la Sabiduría. Aun así, algunos libros y trabajos fueron transportados a Maraghe por Hulagu Kan y Nasir al-Din al-Tusi.

### Traductores notables
Abu Zaid Hunayn ibn Ishaq al-Ibadi
Hunayn ibn Ishaq era un médico, filósofo, autor y traductor principal en la Casa de la Sabiduría. Nació en Hira (Irak) en 809 d. C., y pasó la mayoría de su juventud en Basora donde aprendió árabe y asirio. Estaba afiliado a la Iglesia Cristiana Asiria Nestórida y se sintió atraído por el Nestorianismo mucho tiempo antes del surgimiento del islam. Hunayn deseaba continuar su educación, así que siguió los pasos de su padre y se movió a Bagdad a estudiar medicina. Fue una figura importante para la evolución de la medicina islámica, y era el traductor más famoso de autores griegos y de oriente medio. Dominaba completamente el griego, que era el lenguaje científico de la época, pero también sabía persa, asirio y árabe mejor que los traductores que le precedieron, lo que le permitión revisar y corregir traducciones antiguas. Galeno, Hipócrates, Platón, Aristóteles, Dioscórides, y Ptolomeo fueron solo algunos de los muchos escritores que tradujo. Estas traducciones se volvieron la espina dorsal de la ciencia árabe.
Cuando comenzó su carrera en medicina en Bagdad, tuvo el privilegio de estudiar bajo uno de los más renombrados médicos de la ciudad, Yūhannā ibn Māssawayh. Yūhannā y sus compañeros dedicaron sus vidas al campo de la medicina, mostrando poco respeto por las persona de Hira, de donde Hunayn era oriundo, porque esta ciudad era conocida por el comercio y los negocios, no por la ciencia. Por eso no le tomaron en serio a nivel académico. Hunayn era una persona altamente inteligente que prestó mucha atención a los detalles y encontró muchos errores en sus manuales de medicina, lo que le llevó a formular preguntas complejas que nadie en la escuela podía responder. Finalmente, Yūhannā acabó tan frustrado que abandonó su perfil de profesor y descaradamente le dijo a Hunayn que no tenía la capacidad para completar su carrera.
Pero Hunayn se mantuvo firme y no permitió que Yūhannā se interpusiera en su camino. Dejó Bagdad varios años, y durante su ausencia estudió historia y griego. Cuando volvió, mostró sus nuevas habilidades adquiridas siendo capaz de recitar y traducir trabajos de Homero y Galeno. Comenzó a traducir un gran número de textos de este último, incluyendo “Sobre la anatomía de las venas y arterias”, “Anatomía de los músculos”, “Anatomía de los Nervios”, “De sectis”, entre muchos otros.
Todo el mundo quedó impresionado de su talento, especialmente Yūhannā, así que se reconciliaron y colaboraron en varias ocasiones. Hunayn, su hijo Ishaq, su sobrino Hubaysh y su compañero Isa ibn Uahya se involucraron enormemente en la traducción de textos médicos y científicos. Esto dio lugar al inicio del éxito de Hynayn en el movimiento de traducción, donde interpretó textos conocidos de figuras griegas y árabes, como Platón Aristóteles, Hipócrates, Galeno, y Dioscórides. Mientras estuvo constantemente corrigiendo manuscritos y traducciones defectuosas de utros autores. Hunayn compilaría diferentes libros alrededor de una temática sobre la que estuviera traduciendo, esforzándose por hacer los textos tan claros como fuese posible para los lectores. Debido a sus métodos de traducción, era impecable, y no tardó en hacerse conocido. A diferencia de otros traductores durante el Califato abasí, no traducía palabra por palabra. Hunayn tenía una forma específica de trabajar basada en la comprensión del texto antes de su traducción, lo que era muy extraño durante aquella época. Tras haber entendido un texto, parafrasearía su propio conocimiento en asirio o árabe, dando lugar a un nuevo manuscrito.
Su hijo dominó el griego, el árabe y el asirio, siendo capaz de seguir los pasos de su padre. Al principio, este era muy crítico con el trabajo de su hijo, llegando incluso a corregir su traducción del "Sobre el número de silogimos". Aun así, Ishaq estaba más interesado en la filosofía y se dedicó a traducir varios escritos filosóficos como "Que el primer motor es inmóvil" y piezas de Galeno como "Sobre la demostración". Continuó su pasión por la traducción incluso después de la muerte de su padre en el 873 d. C.

## Ramificaciones del Movimiento de Traducción

### Carencia de textos griegos originales
Desde mediados del siglo VIII hasta el final del siglo X, una gran cantidad de libros griegos seculares, no literarios y no históricos se tradujeron al árabe. Estos incluían libros que fueron accesibles a través del Imperio bizantino y el cercano oriente, según la documentación de un siglo y un medio de estudios greco-árabes. Las escrituras griegas del período helenístico, romano y la antigüedad tardía que no sobrevivieron en griego original, corrieron todas el riesgo del sesgo por parte del traductor, tanto en la propia traducción como en su compilación. No era extraño encontrar traductores árabes que añadían sus propios pensamientos e ideas en la traducción. El filósofo árabe-musulmán del siglo IX al-Kindi, por ejemplo, veía los textos griegos como una fuente sobre la cual él podía añadir nuevas ideas y métodos para, así, reinventar la filosofía. Al-Kindi usaba los textos griegos como borradores sobre los cuales él corregía las debilidades y completaba lo que habían dejado a medias. Traducir también significaba añadir nueva información, así como eliminarla, dependiendo del objetivo del traductor. Otro ejemplo de esto se encuentra en el traductor árabe de la astronomía de Ptolomeo en el Almagest. El Almagest fue criticado durante muchas generaciones por la modificación que los astrónomos árabes introdujeron. Las modificaciones fueron hechas en base al pensamiento griego, principalmente el proveniente de Aristóteles. Cuando se discutía sobre el desarrollo de la ciencia árabe, la herencia griega es un área importante. A su vez, para obtener una comprensión más profunda de la ciencia griega, es importante recurrir a textos que solo han sobrevivido en árabe. Por ejemplo, los libros V, VI y VII sobre las secciones cónicas de Apolonio de Perge o los libros IV-VII de la aritmética de Diofanto de Alejandría solo han sobrevivido en árabe. Lo mismo ocurre con la relación entre la ciencia griega y latina, que requiere el análisis de textos griegos trasladados al árabe y luego al latín. Toda traducción implica diversos puntos de vista, el del autor y el de los traductores, por lo que el análisis completo del recorrido que han sufrido los textos es una pieza clave para su estudio.

### Relación entre árabes y europeos Occidentales
Actualmente, muchos europeos occidentales no son conscientes, o repudian, o han olvidado las contribuciones árabes en relación con la traducción y el acceso al conocimiento producidas durante siglos. Las ideas que se formaron durante el movimiento de traducción greco-árabe formaron parte de la geneaología del conocimiento occidental. Los europeos miraron en un primer momento a los pensadores árabes con admiración y respeto, cuando se consideraban en una posición desaventajada a nivel cultural, y sintieron entusiasmo para aprender de ellos. Con el paso del tiempo, este punto de vista ha cambiado, y los europeos han empezado a verse a sí mismos con la misma importancia que los pensadores griegos e islámicos, incluso superiores. Esto creó dos grupos de pensadores en el Renacimiento. Uno de ellos estaba centrado en profundizar en las ideas de la tradición intelectual árabe como una continuación del mundo greco-romano, a través de esta, pasando por el bizantino y la cultura latina europea, pero viéndose a sí mismos como beneficiarios de dicha tradición. El otro grupo, denominados humanistas, eligieron sobrepasar a los árabes y bizantinos y juzgarles como pensadores corruptos, siguiendo más de cerca la herencia greco-romana. La disparidad de conocimiento entre occidente y el mundo islámico era tan inmensa, para desventaja del mundo latino, que estos buscaron el conocimiento árabe durante muchos años. Durante el Renacimiento, los humanistas propusieron eliminar las traducciones árabes de la tradición clásica y revisitar los textos griegos originales. Aunque las traducciones greco-árabes jugaron un papel importante en construir el Renacimiento, los autores y traductores árabes han sido erradicados y olvidados de la historia intelectual de la civilización occidental.

## Otras lecturas
- Gutas, D. (2012). El pensamiento griego, cultura árabe. El Movimiento de Traducción greco-árabe en Bagdad y la sociedad abasí temprana (2º-4º siglos V-X). Routledge.